# Montner

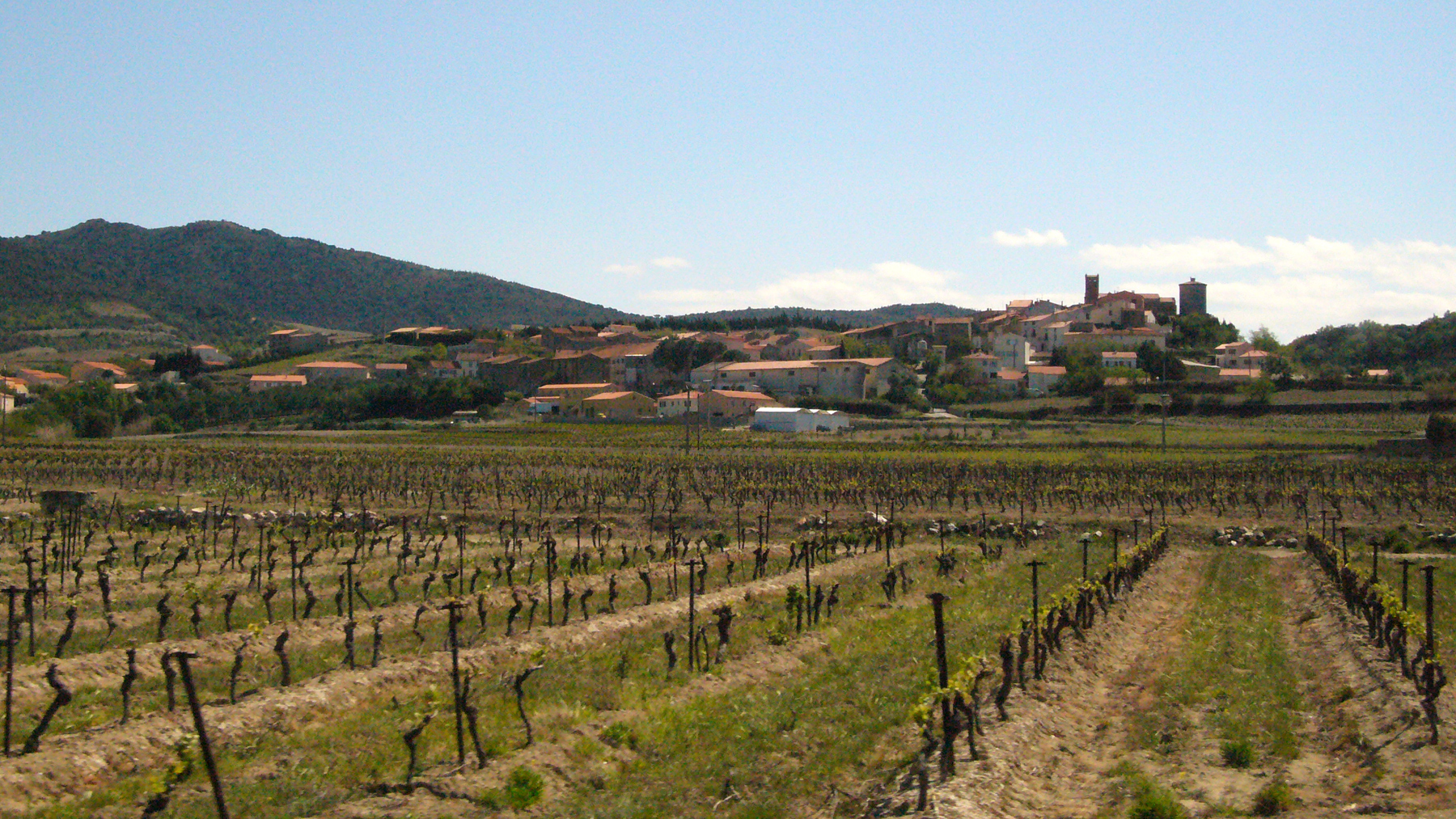
Montner

Montner (în catalană Montner) este o comună în departamentul Pyrénées-Orientales din sudul Franței. În 2009 avea o populație de 314 de locuitori.

## Evoluția populației
| An        | 1975 | 1982 | 1990 | 1999 | 2006 | 2009 |
| --------- | ---- | ---- | ---- | ---- | ---- | ---- |
| Populație | 247  | 247  | 261  | 244  | 299  | 314  |